# Molde Fotballklubb 2004
Questa voce raccoglie le informazioni riguardanti il Molde Fotballklubb nelle competizioni ufficiali della stagione 2004.

## Rosa
| N. |                      | Ruolo | Calciatore           |
| -- | -------------------- | ----- | -------------------- |
| 1  | Svezia (bandiera)    | P     | Eddie Gustafsson     |
| 2  | Norvegia (bandiera)  | D     | Martin Høyem         |
| 3  | Svezia (bandiera)    | D     | Marcus Andreasson    |
| 4  | Finlandia (bandiera) | D     | Toni Kallio          |
| 4  | Svezia (bandiera)    | D     | David Ljung          |
| 5  | Norvegia (bandiera)  | D     | Øyvind Gjerde        |
| 7  | Norvegia (bandiera)  | C     | Thomas Mork          |
| 8  | Norvegia (bandiera)  | A     | Arild Stavrum        |
| 9  | Norvegia (bandiera)  | A     | Bernt Hulsker        |
| 10 | Norvegia (bandiera)  | C     | Magne Hoseth         |
| 11 | Svezia (bandiera)    | C     | Magnus Kihlberg      |
| 12 | Norvegia (bandiera)  | P     | Knut Dørum Lillebakk |
| 13 | Norvegia (bandiera)  | A     | Øyvind Hoås          |
| 14 | Norvegia (bandiera)  | C     | John Andreas Husøy   |
| 15 | Norvegia (bandiera)  | C     | Petter Rudi          |
| 16 | Norvegia (bandiera)  | D     | Erlend Ormbostad     |
| 17 | Norvegia (bandiera)  | D     | Trond Strande        |

| N. |                     | Ruolo | Calciatore          |
| -- | ------------------- | ----- | ------------------- |
| 18 | Norvegia (bandiera) | A     | Stig Arild Råket    |
| 19 | Norvegia (bandiera) | C     | Anders Hasselgård   |
| 20 | Norvegia (bandiera) | A     | Kai Røberg          |
| 21 | Norvegia (bandiera) | D     | Anders Særvold      |
| 22 | Norvegia (bandiera) | P     | Lars Ivar Moldskred |
| 23 | Norvegia (bandiera) | D     | Torgeir Ruud Ramsli |
| 23 | Norvegia (bandiera) | C     | Peter Berg Hestad   |
| 24 | Slovenia (bandiera) | D     | Matej Mavrič        |
| 24 | Norvegia (bandiera) | D     | Knut Olav Rindarøy  |
| 25 | Slovenia (bandiera) | C     | Mitja Brulc         |
| 26 | Canada (bandiera)   | A     | Rob Friend          |
| 26 | Norvegia (bandiera) | D     | Joar Harøy          |
| 27 | Norvegia (bandiera) | C     | Tommy Eide Møster   |
| 45 | Norvegia (bandiera) | A     | Einar Olav Brakstad |
| 46 | Norvegia (bandiera) | D     | Heine Bugge         |
| 50 | Norvegia (bandiera) | P     | Steffen Haraldsen   |

## Risultati

### Campionato

#### Girone di andata
| Arbitro: | Alseth (Stjørdal) |

|                         |           |  |
| Rudi 16’ Andreasson 87’ | Marcatori |  |

| Arbitro: | Olsen (Trondheim) |

|                                               |           |  |
| Macallister 4’ Macallister 10’ Olofinjana 82’ | Marcatori |  |

| Arbitro: | Sælen (Bergen) |

|  |           |             |
|  | Marcatori | 27’ Helland |

| Arbitro: | Hauge (Bergen) |

|          |           |             |
| Timm 31’ | Marcatori | 70’ Hulsker |

| Arbitro: | Staberg |

|                        |           |                       |
| Stavrum 27’ Hoseth 79’ | Marcatori | 2’ Andresen 36’ Kippe |

| Arbitro: | Skjerven (Kaupanger) |

|  |           |                       |
|  | Marcatori | 45’ Røberg 49’ Hoseth |

| Arbitro: | Berntsen (Vang) |

|                    |           |                   |
| Årst 4’ Strand 12’ | Marcatori | 32’ (rig.) Hoseth |

| Arbitro: | Hauge (Bergen) |

|             |           |                       |
| Hulsker 33’ | Marcatori | 43’ (rig.) dos Santos |

| Arbitro: | Øvrebø (Oslo) |

|                |           |          |
| Henriksson 66’ | Marcatori | 9’ Råket |

| Arbitro: | Sandmoen |

|          |           |             |
| Hoås 33’ | Marcatori | 36’ Russell |

| Arbitro: | Olsen (Kristiansand) |

|                                                         |           |          |
| Frigård 1’ Frigård 26’ Haug 35’ Frigård 50’ Storbæk 77’ | Marcatori | 83’ Hoås |

| Arbitro: | Borgersen (Oslo) |

|                                      |           |  |
| Ljung 75’ Hasselgård 78’ Hulsker 90’ | Marcatori |  |

| Bodø 27 giugno 2004, ore 18:00 CEST 13ª giornata | Bodø/Glimt | 0 – 0 referto | Molde | Aspmyra Stadion (3.695 spett.)\| Arbitro: \| Staberg \| |
| Arbitro:                                         | Staberg    |               |       |                                                         |

#### Girone di ritorno
| Arbitro: | Moen (Haugesund) |

|              |           |                          |
| Sørensen 64’ | Marcatori | 39’ Ljung 66’ Andreasson |

| Arbitro: | Skjerven (Kaupanger) |

|                       |           |                                            |
| Strande 6’ Hoseth 29’ | Marcatori | 14’ Winters 87’ Winters 90’ (rig.) Kvisvik |

| Arbitro: | Alapnes |

|                       |           |          |
| Risholt 1’ Enerly 45’ | Marcatori | 23’ Mork |

| Arbitro: | Hauge (Bergen) |

|          |           |             |
| Rudi 35’ | Marcatori | 11’ Nevland |

| Arbitro: | Øvrebø (Oslo) |

|             |           |             |
| Sundgot 63’ | Marcatori | 72’ Hulsker |

| Arbitro: | Olsen (Kristiansand) |

|            |           |                                    |
| Møster 19’ | Marcatori | 15’ Braaten 84’ Riseth 90’ Braaten |

| Arbitro: | Sælen (Bergen) |

|            |           |              |
| Mavrič 85’ | Marcatori | 79’ Yndestad |

| Arbitro: | Olsen (Kristiansand) |

|                                                           |           |           |
| Kallio 32’ (aut.) Mavrič 48’ (aut.) Gashi 52’ Iversen 88’ | Marcatori | 5’ Kallio |

| Arbitro: | Sandmoen |

|                           |           |                 |
| Hasselgård 38’ Kallio 50’ | Marcatori | 86’ (aut.) Rudi |

| Arbitro: | Moen (Haugesund) |

|                           |           |            |
| Ødegaard 17’ Ødegaard 44’ | Marcatori | 68’ Friend |

| Molde 17 ottobre 2004, ore 18:00 CEST 24ª giornata | Molde         | 0 – 0 referto | HamKam | Molde Stadion (5.075 spett.)\| Arbitro: \| Øvrebø (Oslo) \| |
| Arbitro:                                           | Øvrebø (Oslo) |               |        |                                                             |

| Arbitro: | Hauge (Bergen) |

|            |           |                            |
| Hauger 25’ | Marcatori | 21’ Mork 40’ Mork 60’ Rudi |

| Arbitro: | Alseth (Stjørdal) |

|                               |           |  |
| Husøy 57’ Friend 72’ Mork 81’ | Marcatori |  |

### Coppa di Norvegia
| [[Flå]] 5 maggio 2004, ore 18:00 CEST Primo turno                        | Flå       | 0 – 4 referto                          | Molde | Flå 1 (700 spett.) |
| \| \| \| \| \| \| Marcatori \| 44’ Hoås 58’ Hoås 74’ Stavrum 83’ Hoås \| |           |                                        |       |                    |
|                                                                          |           |                                        |       |                    |
|                                                                          | Marcatori | 44’ Hoås 58’ Hoås 74’ Stavrum 83’ Hoås |       |                    |

| Volda 27 maggio 2004, ore 18:00 CEST Secondo turno                                  | Volda     | 0 – 5 referto                                     | Molde | Volda Stadion (475 spett.) |
| \| \| \| \| \| \| Marcatori \| 52’ Rudi 63’ Råket 68’ Hoås 76’ Råket 80’ Hulsker \| |           |                                                   |       |                            |
|                                                                                     |           |                                                   |       |                            |
|                                                                                     | Marcatori | 52’ Rudi 63’ Råket 68’ Hoås 76’ Råket 80’ Hulsker |       |                            |

| Molde 9 giugno 2004, ore 18:00 CEST Terzo turno                              | Molde     | 1 – 2 (d.t.s.) referto      | Vard Haugesund | Molde Stadion (587 spett.) |
| \| \| \| \| \| Hasselgård 70’ \| Marcatori \| 77’ Thuestad 105’ Torstveit \| |           |                             |                |                            |
|                                                                              |           |                             |                |                            |
| Hasselgård 70’                                                               | Marcatori | 77’ Thuestad 105’ Torstveit |                |                            |